# Amplinus pococki
Amplinus pococki är en mångfotingart som först beskrevs av Cook 1911.  Amplinus pococki ingår i släktet Amplinus och familjen Aphelidesmidae. Inga underarter finns listade i Catalogue of Life.